# الجهاز الوطني لتنمية شبه جزيرة سيناء
الجهاز الوطني لتنمية شبه جزيرة سيناء هو جهاز حكومي مصري تابع للقوات المسلحة المصرية، أنشئ طبقاً للقانون رقم 14 لسنة 2012 بشأن التنمية المتكاملة في شبه جزيرة سيناء بهدف فصل آلية التخطيط و الإشراف و المتابعة عن آلية التنفيذ التي تقوم بها الوزارات والمحافظات فيما يخص تنمية شبه جزيرة سيناء.
ينظم عمل الجهاز قانون رقم 14 لسنة 2012 بشأن التنمية المتكاملة في شبه جزيرة سيناء. وتعديلاته وقرار رئيس مجلس الوزراء رقم 915 لسنة 2012 بشأن إصدار النظام الأساسي للجهاز الوطني لتنمية شبه جزيرة سيناء وتعديلاته.

## اختصاصات الجهاز
1. دراسة ووضع السياسات والتوجهات والخطط العامة اللازمة لتطوير وتنمية المنطقة وذلك من خلال وضع تطبيق الاستراتيجية الوطنية المتكاملة لتنمية المنطقة ويحدد أولويات المخطط الاستراتيجي للتنمية بها وتوجهات سياسات التنمية المستدامة والمتكاملة للمنطقة ويضع آليات تنفيذها ويتابع عمليات التنفيذ.
2. اقتراح أي مشروعات تنموية أو استثمارية بالمنطقة وتحديد أولويات التنفيذ في إطار السياسة العامة للدولة.
3. متابعة تنفيذ خطة استخدامات الأراضي بالمنطقة (زراعي، عمراني، سياحي، صناعي، تعدين، بترول، بيئة... إلخ) بالتنسيق مع جهات الولاية على الأراضي وطبقًا للقوانين والقرارات المتعلقة بهذا الشأن.
4. التنسيق مع جهات الولاية لدراسة أساليب التصرف في الأراضي المملوكة للدولة وتسعيرها وتنظيم حمايتها ونماذج عقودها.
5. التنسيق مع المركز الوطني لتخطيط استخدامات أراض الدولة بشأن الأراضي غير المحدد استخدام لها بالمنطقة ومقترحات تخصيصها والمشروعات التي يمكن تنفيذها عليها وتنظيم حمايتها طبقًا للقوانين والقرارات المتعلقة بهذا الشأن وتحديد أوجه استخدامها وجهات الولاية لها.
6. الموافقة على إنشاء تجمعات اقتصادية أو صناعية أو تجارية أو سياحية أو زراعية أو غيرها من تجمعات التنمية والتعمير بالمنطقة التنسيق مع أجهزة الدولة المعنية.
7. تنظيم وتنسيق أداء أنشطة وأعمال وخدمات الأجهزة والهيئات الحكومية المعنية بتنمية المنطقة وإصدار ما يلزم من موافقات للمشروعات المتعلقة بجميع الأنشطة الاستثمارية والتنموية بالمنطقة وتحديد المقابل المادي المقرر وكذا تحديد أولويات تخصيص الموارد المالية والاعتمادات وتوفير مصادر التمويل اللازمة وفقًا لمتطلبات التنمية الاستثمارية بالمنطقة بالتنسيق مع كافة الأجهزة والهيئات الحكومية وجهات الولاية المعنية.
8. إبداء الرأي في إيقاف النشاط الاستثماري أو التنموي أيًا كانت صورته أو في إلغاء أو سحب حق الانتفاع في حالة مخالفة ذوى الشأن أحكام القوانين واللوائح والقرارات المعمول بها في هذا الشأن بالتنسيق مع الجهات صاحبة الولاية
9. اتخاذ جميع القرارات والإجراءات اللازمة للتنمية داخل المنطقة، كما يكون له إبرام الاتفاقيات والبروتوكولات الرامية لذلك مع الحفاظ على قواعد النظام العام والأمن القومي والمصالح العليا للدولة مع مراعاة ما تقرره وزارة الدفاع في هذا الشأن من قواعد وشروط تتطلبها شئون الدفاع عن الدولة.
10. اتخاذ القرارات اللازمة بغرض الاستفادة من موارد وأموال الجهاز عن طريق استثمارها في الأنشطة التي يوافق عليها مجلس الإدارة.
11. تجميع كل الدراسات التي أجريت على سيناء وتقييمها وتحديد الدراسات التي لم تستكمل واستكمالها وإجراء دراسات جديدة بالتعاون مع الجامعات والمكاتب الاستشارية المتخصصة والجهات المعنية وتوظيف نتائج الدراسات التي تمت عن سيناء في توجيه عملية التخطيط بما يضمن التوظيف الفعال بنتائج البحث العلمي.
12. تقديم الخدمات الاستشارية والعلمية والبحثية عن طريق الخبراء المتفرغين في الجهاز وتعويضهم بالعائد المناسب وعمل دراسات الجدوى بين المستثمرين في الداخل والخارج بالتنسيق مع الجهات المعنية والمختصة.
13. متابعة تنفيذ المشروعات الكبرى لتنمية سيناء وتقييم الأداء وعرض النتائج على اللجنة الوزارية لتنمية سيناء وعرض المعوقات والحلول المقترحة.
14. وضع الضوابط والنظم الاقتصادية واقتراح التشريعات التي تُسهم في تنمية المنطقة.
15. إجراء الدراسات الاجتماعية اللازمة لسياسة ترشيد الجذب السكاني والتوطين والتأقلم تحت ظروف المجتمع البدوي والبيئة الصحراوية.
16. إجراء التنسيقات اللازمة مع الهيئة العامة للاستثمار والمناطق الحرة لترويج وعرض مشروعات التنمية والاستثمار المختلفة على المستثمرين ورجال الأعمال.[6]

## التشريعات المنظمة
- قانون رقم 14 لسنة 2012 بشأن التنمية المتكاملة في شبه جزيرة سيناء.[7]
  - التعديلات:
    - قانون رقم 172 لسنة 2020.[8][9][10]

  - النظام الأساسي:
    - قرار رئيس مجلس الوزراء رقم 915 لسنة 2012.[11]
    - قرار وزير الدفاع والإنتاج الحربي رقم 256 لسنة 2021.[12]

## الشركات التي يساهم فيها الجهاز
- الوطنية لاستثمارات سيناء.[13]

## وصلات خارجية
- الموقع الرسمي للجهاز.